# 24658 Misch
24658 Misch este un asteroid din centura principală de asteroizi.

## Descriere
24658 Misch este un asteroid din centura principală de asteroizi. A fost descoperit pe 18 octombrie 1987 la Observatorul Palomar de Jean Mueller. Asteroidul prezintă o orbită caracterizată de o semiaxă mare de 2,38 ua, o excentricitate de 0,25 și o înclinație de 24,5° în raport cu ecliptica.